# قائمة سفراء ماليزيا في الأردن
 
سفير ماليزيا لدى الأردن AMHKJ هو الرئيس الاعلى للبعثة الدبلوماسية الماليزية في الأردن. ويحمل المنصب رتبة ومكانة سفير فوق العادة ومفوض ومقره في سفارة ماليزيا في عمان. ويعد ممثل ماليزيا الاول في المملكة الأردنية.

## قائمة رؤساء البعثات

### القائم بالأعمال في الأردن
| القائم بأعمال السفير | في المنصب | ترك المنصب |   |
| -------------------- | --------- | ---------- | - |
| رملي نام             | 1995      | 1998       | 3 |
| كو جعفر كو شعري      | 1998      | 2001       | 3 |

### السفراء في الأردن
| السفير               | بداية الفصل الدراسي | نهاية الفصل الدراسي |   |
| -------------------- | ------------------- | ------------------- | - |
| عبد الجليل هارون     | 2000                | 2003                | 4 |
| سيد سلطان سيني باكير | 2003                | 2005                | 3 |
| حسن الدين حمزة       | 2006                | 2008                | 2 |
| عبد الملك عبد العزيز | 2008                | 2014                | 6 |
| زكري جعفر            | 2014                | 2017                | 3 |
| محمد نصري عبد الرحمن | 2017                | للآن                |   |